# Tropiska stormen Edouard
Den tropiska stormen Edouard är den tredje tropiska stormen och den femte namngivna stormen i den Atlantiska orkansäsongen 2008.
Edouard orsakade mindre skador i delstaterna Texas och Louisiana.

## Stormhistoria

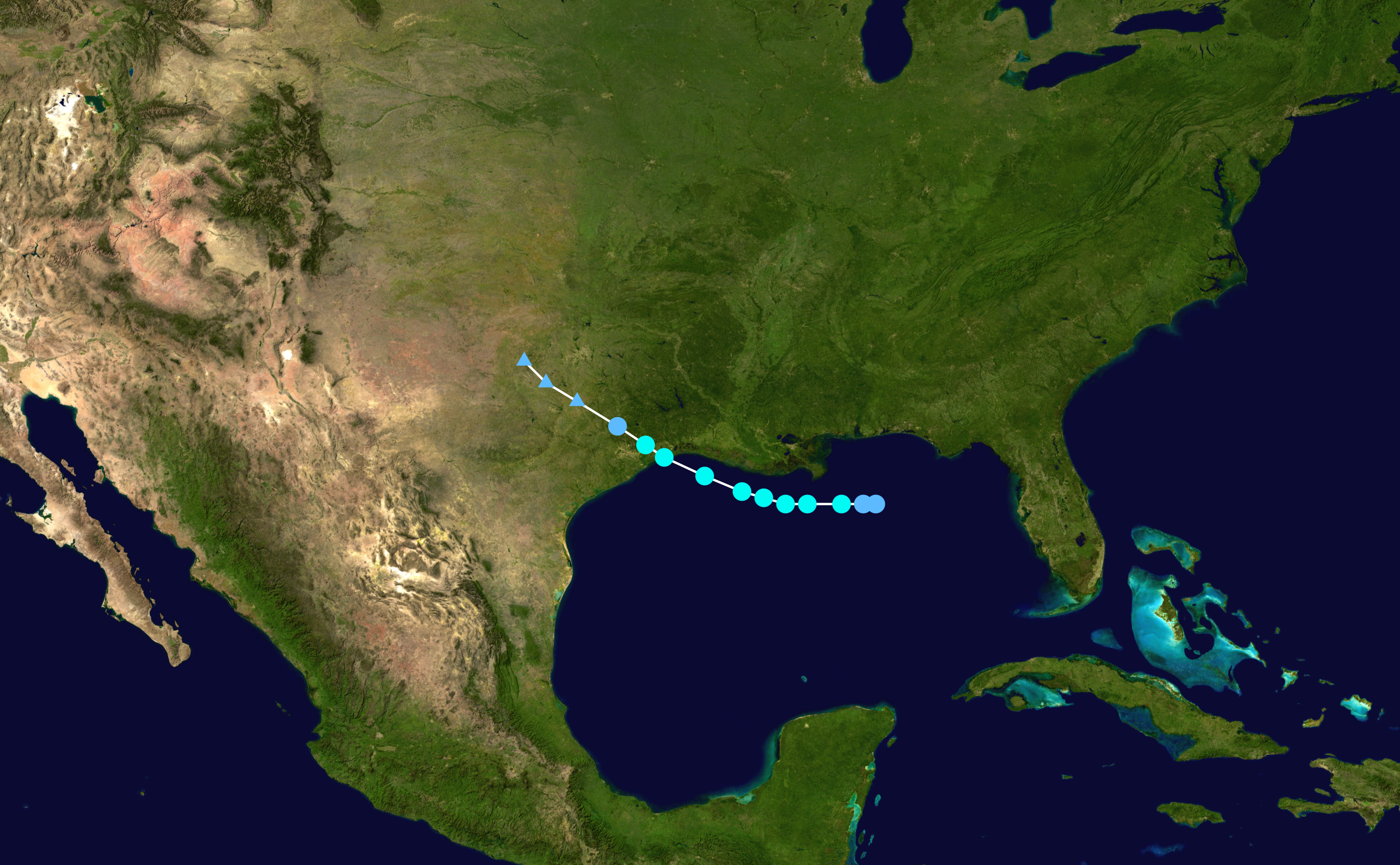
Edouards bana

Ett ovädersområde bildades i den nordöstra delen av Mexikanska golfen tidigt i augusti.
Gynnsamma förhållanden gjorde så att systemet kunde utvecklas vidare närmade sig allt en tropisk depression. Den tropiska depression Fem bildades den 3 augusti men ökade i styrka samma dag och blev namngiven den Tropiska stormen Edouard.
Edouard ökade något i styrka den kommande dagen till vindar på 95 km/h. Tidigt den 5 augusti drog Edouard in över land i södra delen av Jefferson County, Texas med vindar på omkring 100 km/h. Stormen försvagades då den rörde sig åt väst-nordväst och blev negraderad till en tropisk depression senare den 5 augusti. Edouard avmattades slutligen den 7 augusti.